# Orbital s
Niektóre z zamieszczonych tu informacji od 2018-06-14 wymagają weryfikacji.
Dokładniejsze informacje o tym, co należy poprawić, być może znajdują się w dyskusji tego artykułu.
 Po wyeliminowaniu niedoskonałości należy usunąć szablon [[Szablon:Dopracować|]] z tego artykułu.

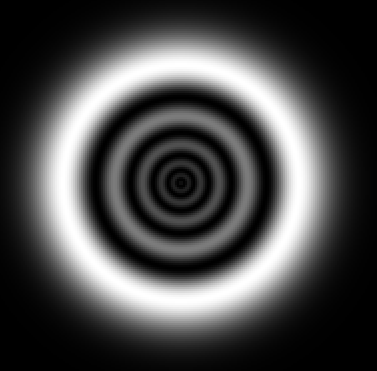
Chmura elektronowa orbitalu

Orbital w kartezjańskim układzie współrzędnych

Orbital s – orbital, czyli falowa funkcja własna elektronu w polu oddziaływania jądra lub rdzenia atomowego, który odpowiada pobocznej liczbie kwantowej {\displaystyle l=0.} Energia elektronu na orbitalu {\displaystyle s} jest zależna od wartości głównej liczby kwantowej, {\displaystyle n.} Wartości funkcji falowej w różnych punktach sferycznej chmury elektronowej otaczającej ładunek centralny nie zależą od kierunku promienia sfery. Charakter ich zależności od odległości od centrum jest różny dla różnych liczb kwantowych {\displaystyle n.} Najbardziej prawdopodobne jest znalezienie elektronu w takiej odległości od jądra, która jest zbliżona do promienia odpowiedniej orbity Bohra.

## Równanie Schrödingera i orbitale
Równanie Schrödingera wiąże funkcję falową {\displaystyle (\Psi )} z energią całkowitą {\displaystyle (E).} Dla tzw. stanów stacjonarnych – takich, w których energia nie zmienia się w czasie – ma ogólną postać:
{\displaystyle {\hat {H}}\psi =E\psi ,}
gdzie {\displaystyle {\hat {H}}} – operator Hamiltona.

Zależność między współrzędnymi kartezjańskimi i biegunowymi

Rozwiązania otrzymanego równania mają sens fizyczny dla ściśle określonych wartości energii całkowitej {\displaystyle E_{n}} („wartości własne” operatora) i odpowiadających im „funkcji własnych” {\displaystyle \Psi (r,\theta ,\varphi )} – orbitali.
W przypadku atomu wodoru lub „jonów (atomów) wodoropodobnych” całkowita energia układu jest wyrażana jako suma:
- energii pędu elektronu wokół jądra:

{\displaystyle E_{k}=-{\frac {p^{2}}{2m_{e}}},}
gdzie:
{\displaystyle p} – pęd,
{\displaystyle m_{e}} – masa elektronu,
- energii potencjalnej kulombowskich oddziaływań dwóch ładunków elektrycznych:

{\displaystyle V=-{\frac {Ze_{0}^{2}}{r}},}
gdzie:
{\displaystyle Ze_{0}} i {\displaystyle e_{0}} – ładunki jądra i elektronu,
{\displaystyle r} – odległość.
W czasie rozwiązywania równania stwierdza się, że ma ono sens tylko dla określonego zbioru liczb naturalnych – liczb kwantowych: głównej {\displaystyle (n),} pobocznej {\displaystyle (l)} i magnetycznej {\displaystyle (m).} Jest to równoznaczne z wykazaniem, że energia elektronu, kwadrat momentu pędu i kota składowa momentu pędu są kwantowane. Każda z tak otrzymanych funkcji własnych {\displaystyle \Psi _{nlm}(r,\Theta ,\varphi )} jest orbitalem.
Orbitale przedstawia się jako iloczyny prostszych funkcji: {\displaystyle R_{nl},} {\displaystyle \theta _{lm}} i {\displaystyle \Psi _{m}{:}}
{\displaystyle \Psi _{nlm}(r\theta \phi )=R_{nl}(r)\cdot \Theta _{ml}(\theta )\cdot \Phi _{m}(\phi ),}
gdzie (dla {\displaystyle Z=1}):
{\displaystyle R_{nl}(r)=-\left({\frac {2}{na_{0}}}\right)^{\frac {3}{2}}{\sqrt {\frac {(n-l-1)!}{2n\{(n+l)!\}^{3}}}}\exp \left(-{\frac {r}{na_{0}}}\right)r^{l}L_{n+l}^{2l+1}\left({\frac {2r}{na_{0}}}\right),}
{\displaystyle \Theta _{ml}(\theta )=(-1)^{\frac {m+|m|}{2}}{\sqrt {l+{\frac {1}{2}}}}{\sqrt {\frac {(l-|m|)!}{(l+|m|)!}}}P_{l}^{m}(\cos \theta ),}
{\displaystyle \Phi _{m}(\phi )={\frac {1}{\sqrt {2\pi }}}\exp(im\phi ).}
Energia elektronu (wartość własna operatora) zależy od wartości {\displaystyle n} {\displaystyle (E_{n}),} a wartość funkcji własnej {\displaystyle (\Psi _{nlm})} – od {\displaystyle n,} {\displaystyle l} i {\displaystyle m.} Kwadrat bezwzględnej wartości modułu tej funkcji określa gęstość prawdopodobieństwa znalezienia elektronu w danym miejscu otoczenia jądra (zobacz: gęstość elektronowa).

## Orbitals{\displaystyle s}
Gdy poboczna liczba kwantowa {\displaystyle l=0,} orbital nosi nazwę „orbitalu {\displaystyle s}”. Symbole {\displaystyle 1s,} {\displaystyle 2s,} {\displaystyle 3s,\dots } oznaczają orbitale {\displaystyle s} o różnych wartościach głównej liczby kwantowej {\displaystyle n=1,2,3,\dots }
W przypadku orbitalu {\displaystyle s} wartości funkcji falowej {\displaystyle \Psi _{n00}} w różnych punktach otoczenia jądra zależą od wartości {\displaystyle r,} a nie zależą od {\displaystyle \varphi } i {\displaystyle \theta } („chmura elektronowa” wewnątrz sfery).
Na wykresach funkcji opisujących zależność {\displaystyle |\Psi _{n00}|^{2}} od {\displaystyle r} (radialna funkcja rozkładu gęstości ładunku) występują maksima i minima. Dla różnych wartości głównej liczby kwantowej {\displaystyle (n)} uzyskuje się funkcje świadczące o największym prawdopodobieństwie występowania elektronu w odległościach zbliżonych do promieni odpowiednich orbit w modelu atomu Bohra.

## Przykład orbitalu 3s
Funkcja falowa dla orbitalu {\displaystyle 3s,\dots } ma postać:
{\displaystyle \psi _{3,0,0}(r,\vartheta ,\varphi )={\sqrt {\left({\frac {2}{3\,a_{0}}}\right)^{3}{\frac {1}{18}}}}\cdot e^{\textstyle -r/(3\,a_{0})}\cdot L_{2}^{1}(2\,r/(3\,a_{0}))\cdot {\frac {1}{\sqrt {4\,\pi }}},}
gdzie dolny indeks (3,0,0) zawiera informację o liczbach kwantowych ({\displaystyle \psi _{n,l,m}{:}} {\displaystyle n=3,} {\displaystyle l=0,} {\displaystyle m=0}).
Energia jest równa:
{\displaystyle E=-1\,\mathrm {Ry} /n^{2}=-13{,}6\,\mathrm {eV} /9,}
gdzie:
- {\displaystyle \mathrm {Ry} } – rydberg, pozaukładowa jednostka energii (energia wiązania elektronu w atomie wodoru),
- {\displaystyle \mathrm {eV} } – elektronowolt.